# Caer

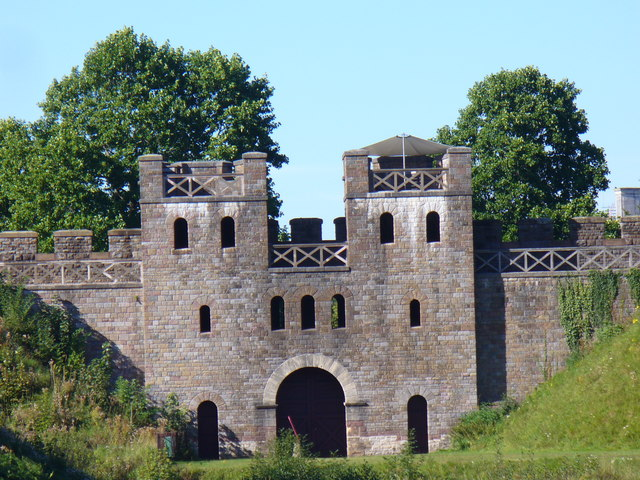
La porta nord del castell de Cardiff, continuador de les fortificacions romanes i reconstruïda seguint les línies romanes.

Caer (pronúncia gal·lesa: [kɑːɨr]; irlandès antic: cair o kair) és un element de topònim en gal·lès que vol dir "plaça forta", "fortalesa", o "ciutadella", a grans trets equivalent als antics termes celtes dun i briga que també designaven fortaleses ("oppidum" per als romans), però aquests sobretot si eren en llocs elevats. El gal·lès té un altre terme específic per a "castell", casualment idèntic al català: castell, que prové del llatí castrum ("post fortificat"). La forma plural d'aquest mot, castra ("campament militar"), esdevingué un sufix habitual en l'anglès antic i produí diversos topònims en les variants -caster, -cester, i -chester.
Segons l'actual ortografia gal·lesa, caer s'escriu usualment com a prefix, tot i que antigament fou escrit—particularment en llatí—com a mot separat. Se suposa que el terme deriva del britònic * kagro- i que està relacionat amb cae ("camp, tros de terra clos"). Tot i que els castells de pedra foren introduïts a bastament a Gal·les pels invasors normands, "caer" fou i segueix essent emprat per a descriure també els poblats que nasqueren al voltant d'alguns d'ells. N'és un exemple la fortalesa romana de Caernarfon, coneguda antigament en gal·lès com a Caer Seiont per la seva situació al Seiont; el posterior castell Eduardià i la seva comunitat es diferenciaren com a Caer yn ar Fon ("fortalesa del país del davant d'Anglesey"). Tanmateix, els noms actuals de la fortalesa romana i el castell Eduardià són ara Segontiwm o Castell Caernarfon, mentre que les comunitats mantenen el nom caer.

## Britànnia
El De Excidio Britanniae de Gildas, on es relaten les invasions anglosaxones de Britànnia, explica que hi havia 28 ciutats romanes fortificades (llatí: civitas) a l'illa, sense enumerar-les. La Història dels Britans tradicionalment atribuïda a Nennius inclou una llista de les 28, cadascuna d'elles anomenada "caer". Hi ha controvèrsia sobre si aquesta llista inclou només ciutats romanes o una barreja d'aquestes amb assentaments no romans. Alguns dels topònims que han estat proposats són:

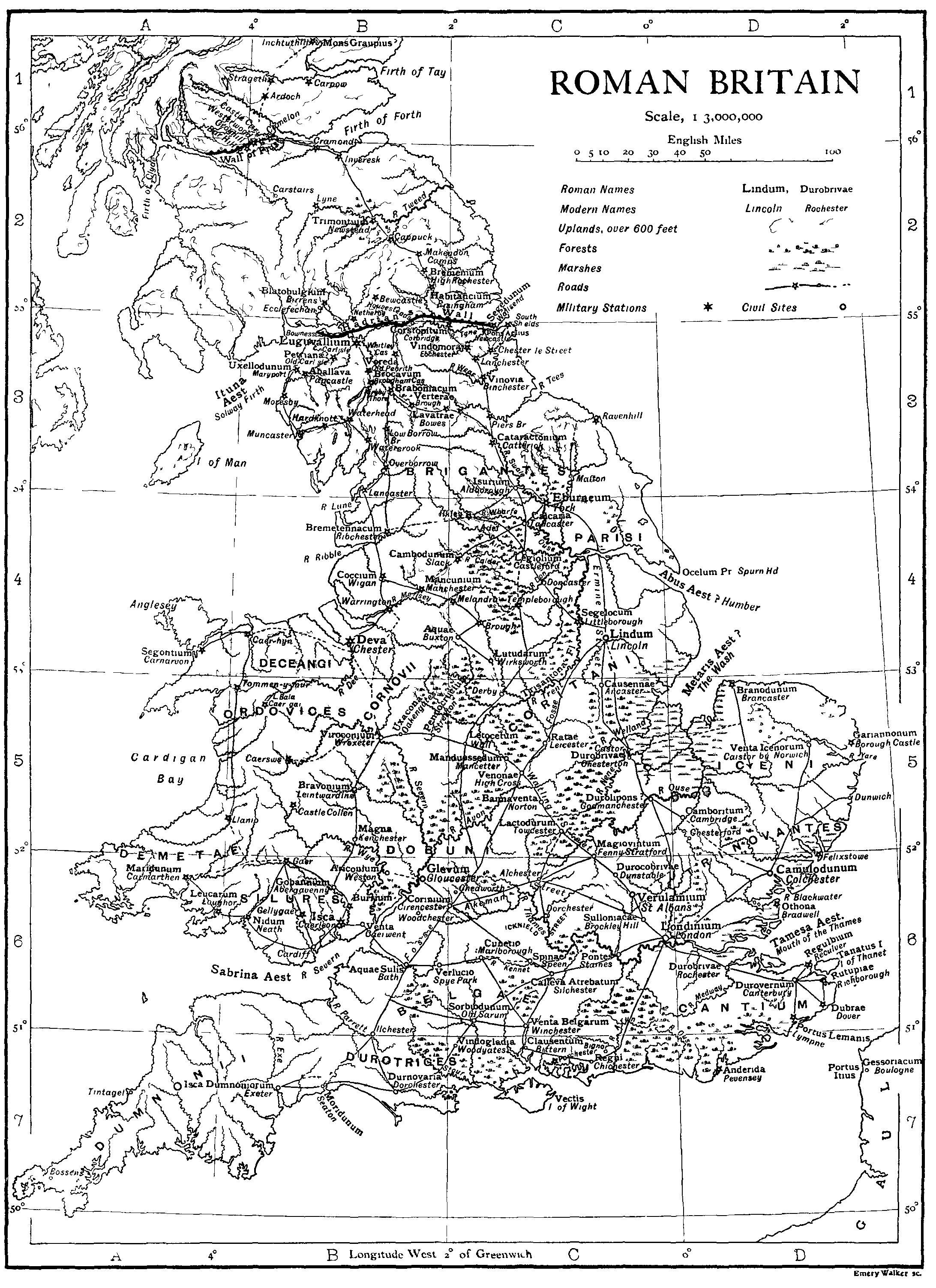
Britànnia Romana (Encyclopædia Britannica, 1911).

- Cair Guorthigirn. ("Fort Vortigern": Little Doward?[6] Carmarthen?)[9]
- Cair Guinntguic. ("Fort Venta": Winchester?[6] Norwich o Winwick?)[7]
- Cair Mincip. ("Fort Municipium": St Albans)
- Cair Ligualid. ("Fort Luguwalos": Luguvalium, vora l'actual Carlisle)
- Cair Meguaid. ("Fort Mediolanum": Meifod?[6][7] Llanfyllin?[10] Caersws?[11] a Powys)
- Cair Colun. ("Fort Colonia": Colchester?)[6][12]
- Cair Ebrauc. ("Fort York": York)
- Cair Custoeint. ("Fort Constantius o Constantine": Caernarfon;[c] o poss. a una fortalesa de Devon[d])
- Cair Caratauc. ("Fort Muralla", Rampart: Salisbury?[7] Sellack?)[6]
- Cair Grauth. ("Fort Granta": Cambridge[e])
- Cair Maunguid. (Manchester?)
- Cair Lundem. ("Fort Londínium": Londres[f])
- Cair Ceint. ("Fort Kent": Canterbury)
- Cair Guiragon. ("Fort Weorgoran": Worcester)
- Cair Peris. (Porchester?[7][6] Builth Wells?)[6]
- Cair Daun. ("Fort Don": Doncaster)
- Cair Legion. ("Fort Legion": Chester)
- Cair Guricon. (Warwick?[7] Wroxeter?)[6]
- Cair Segeint. ("Fort Seiont": Caernarfon;[6] o poss. Silchester)[7]
- Cair Legeion Guar Usic. ("Fort Legion a l'Usk": Caerleon-upon-Usk)
- Cair Guent. ("Fort Venta": Caerwent[6] o Winchester)[7]
- Cair Brithon. ("Fort dels Britons": Dumbarton a Strathclyde[6][g])
- Cair Lerion. ("Fort Leir": Leicester)
- Cair Draitou. (Drayton?[7] Dunster?)[6]
- Cair 'Pensa vel Coyt'. ("Fort Penselwood":[h] Exeter?[7] Ilchester?)[6]
- Cair Urnarc. (Wroxeter?[7] Dorchester?)[6]
- Cair Celemion. (Camalet?[i] Silchester?)[6]
- Cair Luit Coyt. ("Fort Bosc Gris", Grey Wood: Wall[j])

### Gal·les
Alguns exemples a l'actual Gal·les:
- Caerleon (Caerllion, "Fort Legion")
- Caernarfon ("Fort Arfon")
- Caerphilly (Caerffili, "Fort Ffili")
- Caerwent ("Fort Venta")
- Cardiff (Caerdydd, "Fort Taf")
- Holyhead (Caergybi, "Fort Cybi")

### Anglaterra
Alguns exònims gal·lesos moderns de ciutats angleses:
- Cambridge (Caergrawnt, "Fort Granta")
- Canterbury (Caergaint, "Fort Kent")
- Carlisle (Caerliwelydd, "Fort Luguwalos")
- Chichester (Caerfuddai)
- Gloucester (Caerloyw)
- Exeter (Caerwysg, "Fort Usk")
- Lancaster (Caerhirfryn)
- Leicester (Caerlyr, "Fort Leir")
- Lichfield (Caerlwytgoed, "Fort Bosc Gris", Grey Wood)

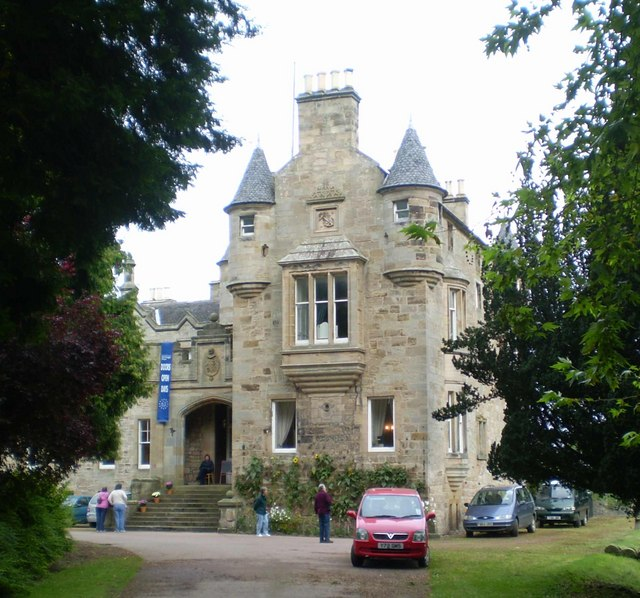
Carriden House, una fortalesa romana restaurada que formà part del mur d'Antoní a Escòcia.

- Salisbury (Caersallog)
- Winchester (Caerwynt)
- Worcester (Caerwrangon)

### Escòcia
L'Escòcia meridional, antic Hen Ogledd ("Vell Nord") dels romano-britons, conté molts topònims moderns amb variacions de caer, entre altres:
- Carriden ("Fort Eidyn")
- Cramond ("Fort Almond")
- Caerlanrig ("Fort Clearing")
- Carfrae ("Fort Brae")
- Cardrona ("Fort Ronan")
- Carruthers
- Kirkcaldy (en gaèlic Cair Chaladain "lloc de la fortalesa dura", cf. Caledfwlch)[17]

## A la ficció
- Cair Paravel
- Caer Dallben